# La Tola
La Tola è un comune della Colombia facente parte del dipartimento di Nariño.
Le condizioni di difficile accesso dell'area non consentirono la penetrazione dei colonizzatori spagnoli, di cui si ha comunque notizia del passaggio con Bartolomé Díaz nel 1526. I primi abitanti stabili furono Lope Rodríguez ed altri coloni provenienti da Guapi e Timbiquí, che vi si stabilirono nel 1902.